# Villogorgia citrina
Villogorgia citrina is een zachte koraalsoort uit de familie Plexauridae. De koraalsoort komt uit het geslacht Villogorgia. Villogorgia citrina werd in 1999 voor het eerst wetenschappelijk beschreven door Grasshoff. 